# Strade Bianche

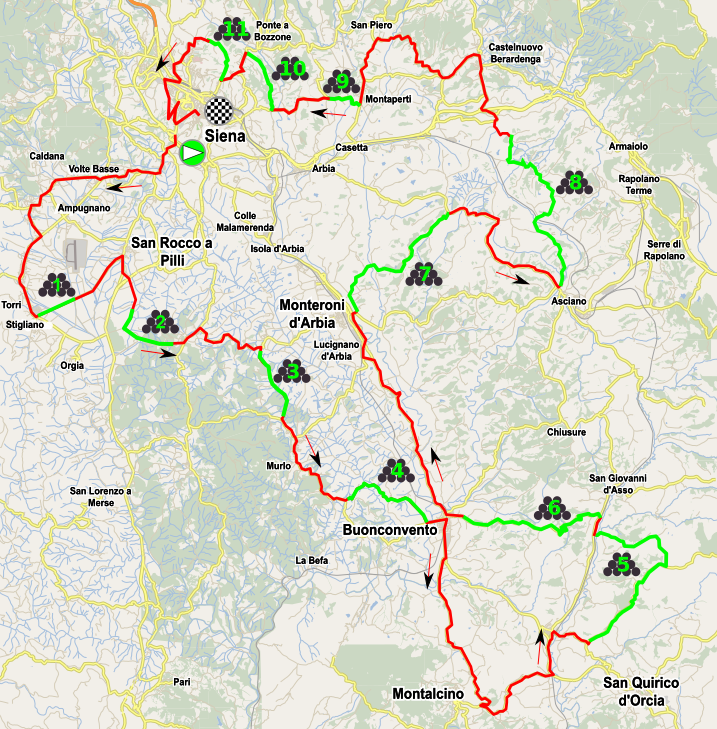
Herrloppets rutt 2018. Grusväsgssträckor markerade med grönt.

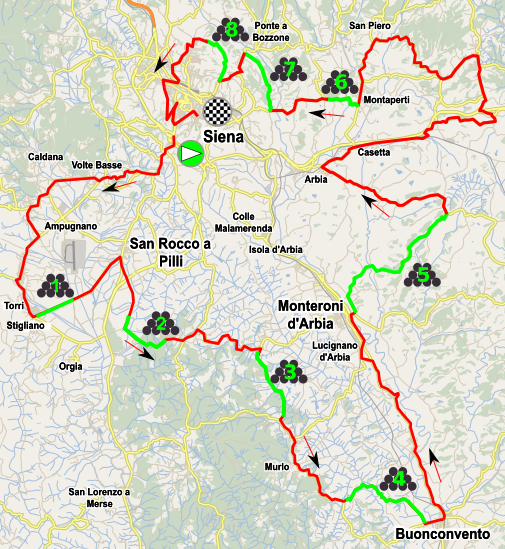
Damloppets rutt 2018.

Strade Bianche är ett italienskt endagslopp på cykel som körs första eller andra lördagen i mars i Toscana, med start och mål i Siena. Det går till en tredjedel på grusvägar (elva sektorer på sammanlagt 63 km) i backig terräng. En ordentlig uppförsbacke på slutet gör att tävlingen passar bäst för cyklister som är bra uppför. 
Loppet har sitt ursprung i Eroica Gran Fondo, vilket var ett lopp för "veterancyklar" på de vita grusvägarna runt Siena med premiär 1997, som skulle efterlikna den "heroiska eran" under 1900-talets första hälft. Grusvägskonceptet i "L'Eroica" blev så populärt att ett professionellt lopp, Monte Paschi Eroica (sponsrat av världens äldsta bank Banca Monte dei Paschi di Siena), skapades 2007. Det första loppet gick i oktober, men redan året därpå flyttades datumet till början av mars. 2010 bytte loppet namn från Eroica till Strade Bianche, "Vita vägarna".
Loppet inkluderades från starten 2007 i UCI Europe Tour klassificerat som 1.1, flyttades upp till kategori 1.HC 2014 och överfördes till UCI World Tour 2017.
2015 introducerades ett damlopp, Strade Bianche Donne, vilket sedan 2016 ingår i UCI Women's World Tour. Det innehåller åtta grusavsnitt på sammanlagt 30 km.

## Vinnare

### Herrar
| År                          | Vinnare              | Tvåa               | Trea                  |
| --------------------------- | -------------------- | ------------------ | --------------------- |
| Monte Paschi Eroica         |                      |                    |                       |
| 2007                        | Aleksandr Kolobnev   | Marcus Ljungqvist  | Mikhaylo Khalilov     |
| 2008                        | Fabian Cancellara    | Alessandro Ballan  | Linus Gerdemann       |
| 2009                        | Thomas Löfkvist      | Fabian Wegmann     | Martin Elmiger        |
| Monte Paschi Strade Bianche |                      |                    |                       |
| 2010                        | Maksim Iglinskij     | Thomas Löfkvist    | Michael Rogers        |
| 2011                        | Philippe Gilbert     | Alessandro Ballan  | Damiano Cunego        |
| Strade Bianche              |                      |                    |                       |
| 2012                        | Fabian Cancellara    | Maksim Iglinskij   | Oscar Gatto           |
| 2013                        | Moreno Moser         | Peter Sagan        | Rinaldo Nocentini     |
| 2014                        | Michał Kwiatkowski   | Peter Sagan        | Alejandro Valverde    |
| 2015                        | Zdeněk Štybar        | Greg Van Avermaet  | Alejandro Valverde    |
| 2016                        | Fabian Cancellara    | Zdeněk Štybar      | Gianluca Brambilla    |
| 2017                        | Michał Kwiatkowski   | Greg Van Avermaet  | Tim Wellens           |
| 2018                        | Tiesj Benoot         | Romain Bardet      | Wout van Aert         |
| 2019                        | Julian Alaphilippe   | Jakob Fuglsang     | Wout van Aert         |
| 2020                        | Wout van Aert        | Davide Formolo     | Maximilian Schachmann |
| 2021                        | Mathieu van der Poel | Julian Alaphilippe | Egan Bernal           |
| 2022                        | Tadej Pogačar        | Alejandro Valverde | Kasper Asgreen        |
| 2023                        | Tom Pidcock          | Valentin Madouas   | Tiesj Benoot          |
| 2024                        | Tadej Pogačar        | Toms Skujiņš       | Maxim Van Gils        |
| 2025                        | Tadej Pogačar        | Tom Pidcock        | Tim Wellens           |

### Damer
| År   | Vinnare                     | Tvåa                      | Trea                   |
| ---- | --------------------------- | ------------------------- | ---------------------- |
| 2015 | Megan Guarnier              | Lizzie Armitstead         | Elisa Longo Borghini   |
| 2016 | Lizzie Armitstead           | Katarzyna Niewiadoma      | Emma Johansson         |
| 2017 | Elisa Longo Borghini        | Katarzyna Niewiadoma      | Lizzie Deignan         |
| 2018 | Anna van der Breggen        | Katarzyna Niewiadoma      | Elisa Longo Borghini   |
| 2019 | Annemiek van Vleuten        | Annika Langvad            | Katarzyna Niewiadoma   |
| 2020 | Annemiek van Vleuten        | Margarita Victoria García | Leah Thomas            |
| 2021 | Chantal van den Broek-Blaak | Elisa Longo Borghini      | Anna van der Breggen   |
| 2022 | Lotte Kopecky               | Annemiek van Vleuten      | Ashleigh Moolman-Pasio |
| 2023 | Demi Vollering              | Lotte Kopecky             | Cecilie Uttrup Ludwig  |
| 2024 | Lotte Kopecky               | Elisa Longo Borghini      | Demi Vollering         |
| 2025 | Demi Vollering              | Anna van der Breggen      | Pauline Ferrand-Prévot |